# مارتن برادلي (لاعب كريكت)
مارتن برادلي (27 مايو 1964 في نيوزيلندا - ) (بالإنجليزية: Martin Bradley)‏ هو لاعب كريكت نيوزلندي.

## وصلات خارجية
- مارتن برادلي على موقع إي آس بي آن كريك إنفو (الإنجليزية)